# Beechcraft AT-10 Wichita
El Beechcraft AT-10 Wichita fue un entrenador estadounidense de la Segunda Guerra Mundial para las Fuerzas Aéreas del Ejército de los Estados Unidos (USAAF), construido por Beechcraft y Globe Aircraft Company. Fue usado para entrenar pilotos en aviones polimotores, como los bombarderos. 

## Desarrollo
Beechcraft comenzó el diseño del Model 25 a principios de 1940, en respuesta a un requerimiento del entonces llamado Cuerpo Aéreo del Ejército de los Estados Unidos (USAAC), por un pequeño avión bimotor adecuado para usarlo en el entrenamiento de pilotos estudiantes en el manejo de aviones polimotores con tren de aterrizaje retráctil. Como había preocupaciones en la época acerca de una posible escasez futura de aluminio, parte del requerimiento era que el avión fuera construido de materiales "no estratégicos". Beechcraft satisfizo este requerimiento diseñando el avión para ser construido principalmente con madera. El prototipo del Model 25 fue entregado al USAAC para evaluación, pero fue destruido en un accidente el 5 de mayo de 1941. Al día siguiente, Beechcraft comenzó a trabajar en el Model 26, que pronto estuvo listo, realizando su primer vuelo el 19 de julio del mismo año. El modelo fue aceptado y las entregas comenzaron a las USAAF con la designación AT-10 en febrero de 1942, en un momento en el que las suertes militares de los Estados Unidos estaban en su punto más bajo. El modelo fue llamado Wichita por Wichita, Kansas, la ubicación de la fábrica de Beechcraft. A finales de 1942, habían sido entregados 748 ejemplares, y jugaban parte en el entrenamiento de tripulaciones para las enormes flotas de bombarderos y transportes que se estaban vertiendo desde las líneas de producción por todos los Estados Unidos. La producción de Beechcraft terminó en 1943, tras haber entregado 1771 AT-10. Globe Aircraft construyó otros 600, antes de que la producción finalmente cesase el año siguiente.

## Variantes

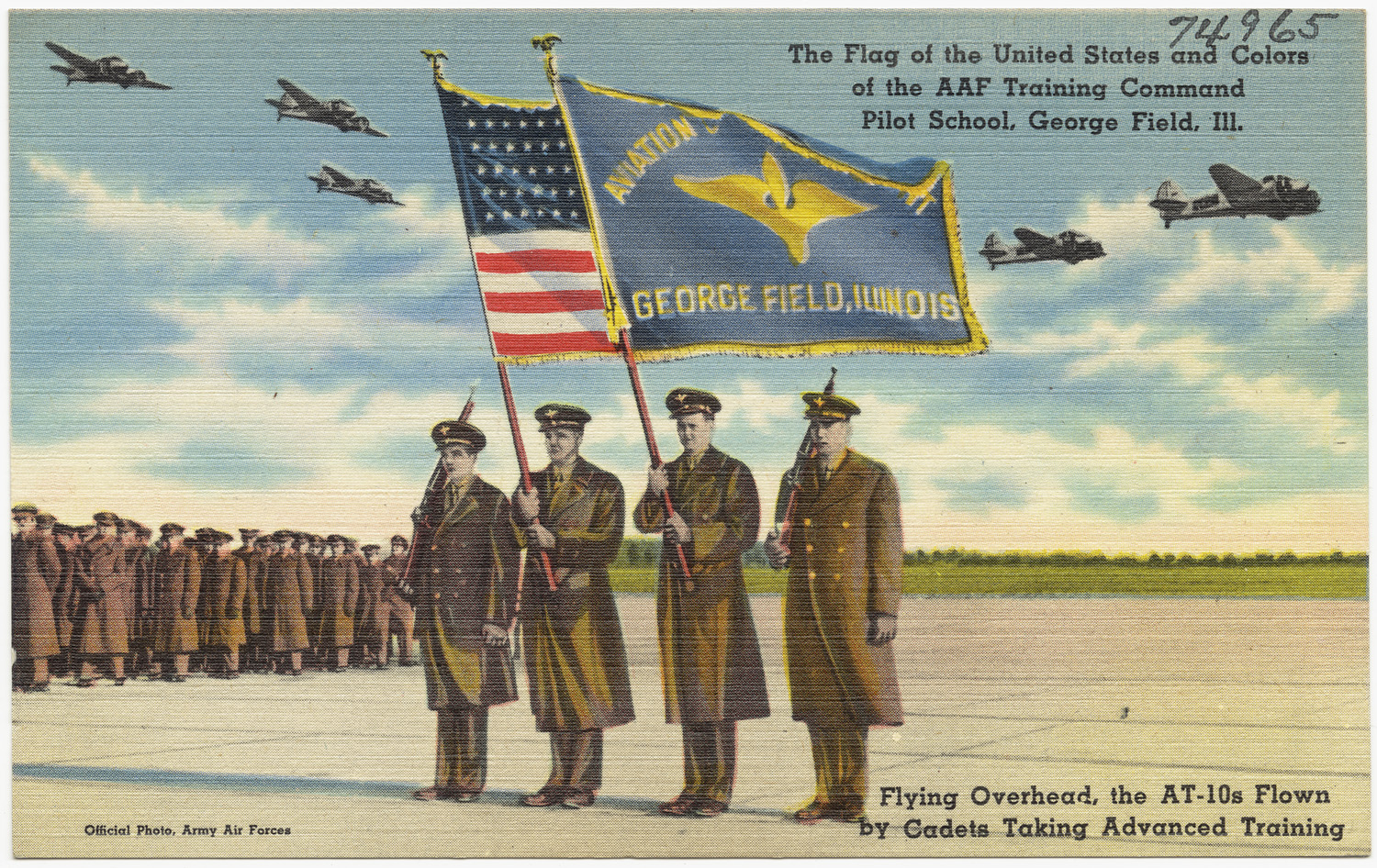
"La bandera de los Estados Unidos y los colores de la Training Command Pilot School de las AAF, George Field, III, sobrevolando los AT-10 pilotados por los cadetes en formación avanzada."

Model 25
Prototipo, destruido en accidente. Uno construido.
Model 26
Segundo prototipo.
AT-10 Wichita
Designación de los aviones de serie, 2371 construidos (matrículas 41-1711/1860, 41-9246/9436, 41-26252/27331, 42-2064/2413).
XAT-10A
Versión con cola en V de 1945, una conversión.

## Operadores
Estados Unidos
- Fuerzas Aéreas del Ejército de los Estados Unidos

## Especificaciones
Referencia datos: American Warplanes of World War II

### Características generales
- Tripulación: Dos (alumno e instructor)
- Longitud: 10,5 m (34,3 ft)
- Envergadura: 13,4 m (44 ft)
- Altura: 3,15 m[3]
- Superficie alar: 27,7 m² (298,2 ft²)
- Peso vacío: 2155 kg (4749,6 lb)
- Peso máximo al despegue: 2781 kg (6129,3 lb)
- Planta motriz: 2× motor radial de 9 cilindros refrigerado por aire Lycoming R-680-9.
  - Potencia: 220 kW (303 HP; 299 CV) cada uno.

### Rendimiento
- Velocidad nunca excedida (Vne): 319 km/h (198 MPH; 172 kt)
- Alcance: 1240 km (670 nmi; 771 mi)
- Techo de vuelo: 5150 m (16 896 ft)
- Carga alar: 100 kg/m² (20,5 lb/ft²)
- Potencia/peso: 0.16

## Aeronaves relacionadas

### Aeronaves similares
- Airspeed Oxford
- Avro Anson
- Cessna AT-17 Bobcat
- Curtiss-Wright AT-9

### Secuencias de designación
- Secuencia Numérica (interna de Beechcraft): ← 19 - 23 - 24 - 25 - 26 - 28 - 33 - 34 →
- Secuencia AT-_ (Entrenadores Avanzados del USAAS/USAAC/USAAF, 1925-1948):  ← AT-7 - AT-8 - AT-9 - AT-10 - AT-11 - AT-12 - AT-13 →